# Henri Brisson

Henri Brisson op latere leeftijd.

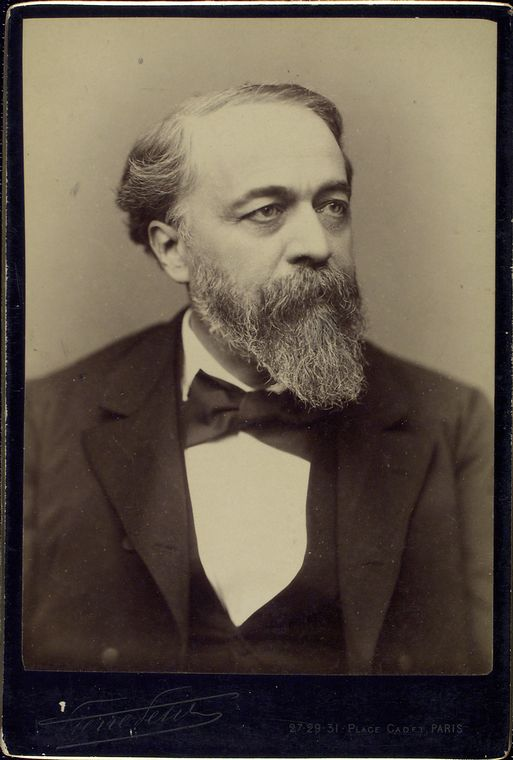
Henri Brisson in het begin van zijn carrière.

Eugène Henri Brisson (Bourges, 31 juli 1835 - Parijs, 14 april 1912) was een Frans staatsman en tweemaal eerste minister.

## Levensloop
Brisson volgde zijn vader op als advocaat. Nadat hij oppositie voerde tegen het keizerrijk van Napoleon III, werd hij na de val van het regime in 1870 benoemd tot locoburgemeester van Parijs. Op 8 februari 1871 werd hij verkozen in de Assemblée als lid van een extreemlinkse partij. In 1871 pleitte hij voor de amnestie van de leden van de Commune van Parijs, maar het wetsvoorstel werd weggestemd. Hij pleitte ook voor verplicht lager onderwijs en was antiklerikaal.
In 1881 werd hij voorzitter van de Kamer van Afgevaardigden als opvolger van Léon Gambetta en bleef dit tot in maart 1885. Toen werd hij eerste minister ter opvolging van de ontslagnemende Jules Ferry. In 1886 nam hij ontslag.
Hij had een belangrijke rol in het afwikkelen van het Panamaschandaal van 1892. Na de moord op president Carnot in 1894 was Brisson kandidaat om president te worden, maar moest de duimen leggen voor Jean Casimir-Perier. Nadien was hij van oktober 1894 tot 1898 opnieuw voorzitter van de Kamer van Afgevaardigden. In 1895 was hij opnieuw presidentskandidaat, maar ook deze keer verloor hij, nu van Félix Faure. In juni 1898 werd hij opnieuw premier van Frankrijk ten tijde van de Dreyfusaffaire. Enkele maanden later viel zijn regering echter. Als leider van de radicalen ondersteunde hij ook de linkse regeringen van René Waldeck-Rousseau (1899-1902) en van Émile Combes (1902-1905). Van 1904 tot 1905 en van 1906 tot aan zijn dood was hij nogmaals voorzitter van de Kamer van Afgevaardigden. 
- Bibliothèque nationale de France: cb124600669 (data)
- Gemeinsame Normdatei: 117631558
- International Standard Name Identifier: 0000 0001 1461 5987
- Library of Congress Control Number: no2006002234
- Nederlandse Thesaurus van Auteursnamen: 100423469
- LIBRIS: 286681
- SNAC: w6qc7n13
- Système universitaire de documentation: 033771278
- Virtual International Authority File: 64102873
- WorldCat: E39PBJd86HwJ6mfffFGCQ9JCcP